# Zhang Shuxian
Zhang Shuxian (en chino: 张殊贤; Guiyang, 2 de enero de 2000) es una deportista china que compite en bádminton.
Ganó una medalla de bronce en el Campeonato Mundial de Bádminton de 2023, en la prueba de dobles. En los Juegos Asiáticos de 2022 consiguió una medalla de plata en la prueba de equipo.

## Palmarés internacional
| Campeonato Mundial | Campeonato Mundial     | Campeonato Mundial | Campeonato Mundial |
| Año                | Lugar                  | Medalla            | Prueba             |
| ------------------ | ---------------------- | ------------------ | ------------------ |
| 2023               | Copenhague (Dinamarca) | Medalla de bronce  | Dobles             |
| Juegos Asiáticos   |                        |                    |                    |
| Año                | Lugar                  | Medalla            | Prueba             |
| 2022               | Hangzhou (China)       | Medalla de plata   | Equipo             |